# Švédský kostel v Paříži
Švédský kostel v Paříži (francouzsky Église suédoise de Paris, švédsky Svenska kyrkan i Paris) je protestantský kostel v Paříži, který slouží švédské církvi. Nachází se v 17. obvodu v ulici Rue Médéric č. 9 a byl postaven v letech 1911-1913.

## Historie
Farnost švédské církve byla v Paříži založena již v roce 1626 skupinou švédských a německých luteránů, kteří se shromáždili kolem Jonase Hambraeuse (1588–1671), profesora orientálních jazyků na pařížské univerzitě. I přes napětí mezi protestanty a katolíky se Hambraeusovi podařilo získat povolení od Ludvíka XIII. k organizaci bohoslužeb také pro vojáky sloužící ve švýcarské gardě.
Po nástupu Napoleona I. na trůn opustil švédský pastor Francii a farnost v roce 1806 zanikla. Obnovena byla až v roce 1859. V roce 1877 farníci odkoupili od města pozemek na Montmartru v 18. obvodu, kde postavili kapli pojmenovanou po tehdejší švédské královně Žofii Nasavské (1836-1913).
Protože kaple nedostačovala, bylo rozhodnuto postavit větší kostel. Stavba začala v roce 1911 a kostel byl vysvěcen v roce 1913.